# Vlaški Do (gmina Smederevska Palanka)
Vlaški Do (cyr. Влашки До) – wieś w Serbii, w okręgu podunajskim, w gminie Smederevska Palanka. W 2011 roku liczyła 975 mieszkańców.